# Almindelig taks
Almindelig taks (Taxus baccata; oldnordisk: yr eller ir), ofte blot kaldt taks, er vildtvoksende, men næsten udryddet i Danmark. Det kan enten være et lille, regelmæssigt og stedsegrønt træ eller en bred kroget busk med en tæt grenet vækstform. Planten dyrkes i haver og parker i talrige, ofte stærkt afvigende sorter. Veddet er sejt og rødbrunt.

## Beskrivelse
Almindelig taks er et stedsegrønt træ, og forekommer både som et træ med en stamme, et træ med flere stammer, eller nærmest som en busk. Den bliver normalt ikke over 10 meter høj. Vækstformen kan være meget varieret, og flere af de dyrkede sorter har stærkt afvigende form. Stammer og grene kan være meget uregelmæssige i tværsnit. Barken er først grønlig (i op til 3 år), så bliver den brun med smalle strimler. Gammel gren- eller stammebark skaller af i flager og afslører derved den røde, orangerøde, gule eller brune underbark. Knopperne er spredte, små, ægformede og grønne.
Nålene er mørkegrønne med tydelig spids og med en langsgående køl på oversiden. De hanlige blomster er samlet i rakle-lignede stande, mens hunblomsterne er enlige eller få sammen. Frugterne er bæragtige og røde med slimet, vammelt-sødt frugtkød og en giftig, grøn kerne. Som regel finder man kun rent hanlige eller rent hunlige (frugtbærende) individer.
Rodsystemet består af tæt forgrenede hovedrødder, der når dybt ned, og mange trævlede og overfladiske finrødder. Taks har kernetræ, og den smalle kærne er gulhvid. Veddet er hårdt og rødbrunt. Barken er først grønlig, så bliver den brun med smalle strimler. Gammel gren- eller stammebark skaller af i flager og afslører derved den røde, orangerøde, gule eller brune underbark.
Knopperne er spredte, små, ægformede og grønne. Grenene er som regel buskede, med flade, lancetformede, bløde og mørkegrønne nåle; oversiden af grenene er glinsende, undersiden er mat. Nålene bliver 1-4 cm lange og 2-3 mm brede. Nålene sidder i spiraler rundt om kvisten. Nålene sidder også i to planer, derfor er spiralmønstret mere tydelig på ferske, vertikale skud.
Hanblomstene er samlet i en rakle-lignede stand, mens hunblomsterne er enlige eller få sammen. Hanblomsterne er sfæriske i formen med en diameter på 3-6 mm. Hanblomsternes pollen spredes tidligt om foråret.
Koglen er en specielt udformet frugt som er bærlignende akkurat som hos enebær. Hver kogle indeholder et eneste frø som er 4-7 mm langt og som omgives af en meget, bærlignende kappe med en skarp skarlagensrød farve. Hele frugten er 8-15 mm både i bredde og længde og har en åbning i enden. Frugten modner efter 6-9 måneder efter bestøvningen og er en delikatesse for fugle. Smagen af frugtkødet er sødlig. Frugtkødet er det eneste på taks som ikke er giftig. De hårde frø går ufordøjet gennem fuglenes fordøjelsessystem og bliver på denne måden spredt. Det tager 2-3 måneder før frøene spirer.

## Udbredelse
Taks er oprindeligt hjemmehørende på mineralrig, fugtig bund i Danmark, hvor den dannede underskov under blandede løvskove. Veddets brugbarhed og træets giftighed (specielt for heste) har dog gjort, at planten er næsten helt udryddet. I Danmark er den regnet som en truet art på den danske rødliste.
I Munkebjergskoven på Vejlefjordens sydside har man den eneste vildtvoksende, danske bestand af arten. Her findes den sammen med bl.a. ahorn, ask, alm. bingelurt, bøg, kambregne, bjergbregne, ensidig vintergrøn, fingerstar, glat hullæbe, gul anemone, hulrodet lærkespore, hvid anemone, kæmpestar, stor frytle, tyndakset star og tætblomstret hullæbe. Forskellige former er i øvrigt meget almindelige i haver, parker og på kirkegårde.

## Giftighed
Hele planten er giftig, bortset fra den røde frugtkappe. Frøene inde i de røde bær er også giftige. Derfor bliver bærrene giftigere, jo længere man tygger på dem, og skal man af med taks, bør man ikke smide det fra sig et tilfældigt sted. Taks er næsten udryddet i den fri natur, men findes stadig blandt andet i haver og også på kirkegårde. Plant derfor ikke planter, hvor der færdes småbørn.
Planten er farlig for mennesker og dyr. Den er så giftig, at heste og kvæg kan dø, selv hvis de indtager små mængder.
Fortællinger om plantens giftighed har muligvis været medvirkende til, at Danmarks oprindelige bestand af taks er stærkt fortrængt.
Både nålene, barken og frøene indeholder alkaloider (A + B toksiner) som er giftige for pattedyr (specielt heste og kvæg), og mennesker. Plantedelene er giftige både i frisk og tør tilstand.
Alkaloiderne gør at hjertet slår langsomt og kan give hjerterytmeforstyrrelser, og giften kan også skabe problemer med fordøjelse og hyperventilering. Udtræk fra 50 til 100 g friskt plantemateriale kan være en dødelig dose for et menneske. For heste, kvæg og får kan indtagelsen af 100-200 g plantemateriale være dødelig. Forgiftning kan også føre til varige leverskader både på dyr og mennesker.
De fleste ulykker sker ved at små tørrede plantedele efter beskæringen blandes med hø.

## Anvendelse

### Historisk
Taks er ekstremt anvendeligt til fremstilling af langbuer. Særligt knastfrit tætåret taks er godt. I middelalderen blev taks dyrket til fremstilling af buer i stor stil. Årsagen er, at kernetræet er godt at komprimere, og splintvedet er godt at strække. Dette giver et særligt godt "kast" når man skyder en pil af sted.

### Mytologisk
Yggdrasil, der i nordisk mytologi er livets træ, er i følge nogle kilder nok ikke et asketræ; men snarere et takstræ, da træet ifølge Eddaen er et evigt og stedsegrønt træ med nåle. Denne beskrivelse stemmer overens med takstræets evne til at blive tusinder af år gammelt og dets stedsegrønne nåle.

### Medicinsk
Træets indhold af taxaner herunder paclitaxel i "Taxol" og docetaxel i "Taxotere", der anvendes som effektive cytostatika til kemoterapi i forbindelse med blandt andet æggestokkræft, lungekræft og brystkræft, har forstærket medicinalindustriens interesse for træet.
Senest er "Abraxane", der indeholder oaclitaxel bundet til plasmaproteinet albumin, blevet godkendt af Den Europæiske Fødevaresikkerhedsautoritet i 2008.

### I dag
Taks tåler dyb skygge og hård klipning. Begge dele har gjort træet til en værdsat plante på kirkegårde og i privathaver. Plantens ved er meget sejt og holdbart, men da alle dele af den er giftige – og især for heste – blev den næsten fuldstændigt udryddet i løbet af det 18. og 19. århundrede. Dog er bevoksningen i Munkebjergskoven ved Vejle oprindeligt vildtvoksende. Desuden er taks i dag forvildet i hele landet. Der er udvalgt masser af sorter i arten almindelig taks.